# Via Claudia Valeria
Via Claudia Valeria (ibland via Valeria Claudia) var en romersk väg som utgick från Via Valeria. Kejsar Claudius lät bygga en förlängning av vägen Via Valeria som gick mot Cerfennia, genom passet Mons Imeus (dagens Forca Caruso) och vidare till pelignernas och marrucinernas dalgångar och slutade vid Ostia Aterni vid floden Aternus mynning, där Pescara idag ligger. 